# Handboll vid panamerikanska spelen 2011
Handboll vid panamerikanska spelen 2011 spelades i Guadalajara, Mexiko under perioden 15–24 oktober 2011.
Brasilien vann damernas turnering, och Argentina vann herrarnas turnering.

## Medaljsummering
| Pl.    | Nation                  | Guld | Guld | Guld | Silver | Silver | Silver | Brons | Brons | Brons | Totalt | Totalt | Totalt |
| Pl.    | Nation                  | H    | D    | T    | H      | D      | T      | H     | D     | T     | H      | D      | T      |
| ------ | ----------------------- | ---- | ---- | ---- | ------ | ------ | ------ | ----- | ----- | ----- | ------ | ------ | ------ |
| 1      | Argentina               | 1    |      | 1    |        | 1      | 1      |       |       |       | 1      | 1      | 2      |
| 1      | Brasilien               |      | 1    | 1    | 1      |        | 1      |       |       |       | 1      | 1      | 2      |
| 3      | Chile                   |      |      |      |        |        |        | 1     |       | 1     | 1      |        | 1      |
| 3      | Dominikanska republiken |      |      |      |        |        |        |       | 1     | 1     |        | 1      | 1      |
| Totalt | Totalt                  | 1    | 1    | 2    | 1      | 1      | 2      | 1     | 1     | 2     | 3      | 3      | 6      |

| Evenemang           | Guld      | Silver    | Brons                   |
| Damernas turnering  | Brasilien | Argentina | Dominikanska republiken |
| Herrarnas turnering | Argentina | Brasilien | Chile                   |